# Премьер-дивизион Северной Премьер-лиги
Премьер-дивизион Северной Премьер-лиги — единственный высший дивизион всей Северной Премьер-лиги, он находится на седьмом уровне футбольной пирамиды Англии. Являясь частью Северной Премьер-лиги, спонсором которой является Evo-Stik, дивизион носит официальное название Премьер дивизион Evo-Stik лиги. Начиная с сезона 2013/14 в дивизионе состязаются 24 полупрофессиональных и любительских клуба.

## История
Премьер дивизион практически полностью повторяет судьбу своей лиги, будучи образован совместно с Лигой в 1968 году. С тех пор дивизион занимает тот же уровень в Английской системе лиг, что и Премьер дивизионы Южной и Истмийской лиг. Несмотря на то, что за всю историю сама Северная Премьер-лига неоднократно претерпевала реорганизации, её Премьер дивизион никаких существенных изменений не имел.

## Система соревнований
Дивизион содержит 24 клуба. Для выявления победителя, призёров и неудачников сезона проводится турнир между всеми клубами, которые играют между собой матчи по так называемой двухкруговой системе, при которой каждый из участников встречается со всеми остальными клубами два раза: один раз — дома (на своём поле), и один раз — на выезде (на поле противника). Таким образом, за весь турнир каждая из команд-участниц проводит 46 матчей (23 — дома, 23 — в гостях). По окончании турнира клуб, занявший первое место в дивизионе, повышается классом — переходит в Северную Конференцию. Команды, по итогам двухкругового турнира занявшие места с 2 по 5 включительно, проводят плей-офф турнир, победитель которого также повышается в классе.
Четыре клуба, по итогам сезона занявшие низшие строки таблицы, автоматически понижаются классом, переходя в один из двух нижестоящих дивизионов лиги.

## Клубы дивизиона в сезоне 2014—2015
| Клуб                 | Итоговое место в сезоне 2013—2014             |
| -------------------- | --------------------------------------------- |
| Аштон Юнайтед        | 5-й                                           |
| Бакстон              | 13-й                                          |
| Барвелл              | 14-й                                          |
| Белпер Таун          | победитель плей-офф Первого дивизиона (Юг)    |
| Блайт Спартанс       | 8-й                                           |
| Грантем Таун         | 15-й                                          |
| Керзон Аштон         | чемпион Первого дивизиона (Север)             |
| Кингс Линн Таун      | 11-й                                          |
| Марин                | 20-й                                          |
| Метлок Таун          | 12-й                                          |
| Нантвич Таун         | 19-й                                          |
| Рамсботтом Юнайтед   | победитель плей-офф Первого дивизиона (Север) |
| Рашолл Олимпик       | 7-й                                           |
| Скелмерсдейл Юнайтед | 6-й                                           |
| Стамфорд             | 18-й                                          |
| Сторбридж            | 5-й в Южной футбольной лиге                   |
| Траффорд             | 10-й                                          |
| Уитби Таун           | 9-й                                           |
| Уиттон Альбион       | 16-й                                          |
| Уорксоп Таун         | 4-й                                           |
| Уэркингтон           | 22-й в Северной Конференции                   |
| Фрикли Атлетик       | 21-й                                          |
| Хейлсоувен Таун      | чемпион Первого дивизиона (Юг)                |
| Юнайтед оф Манчестер | 2-й                                           |